# Allemanda

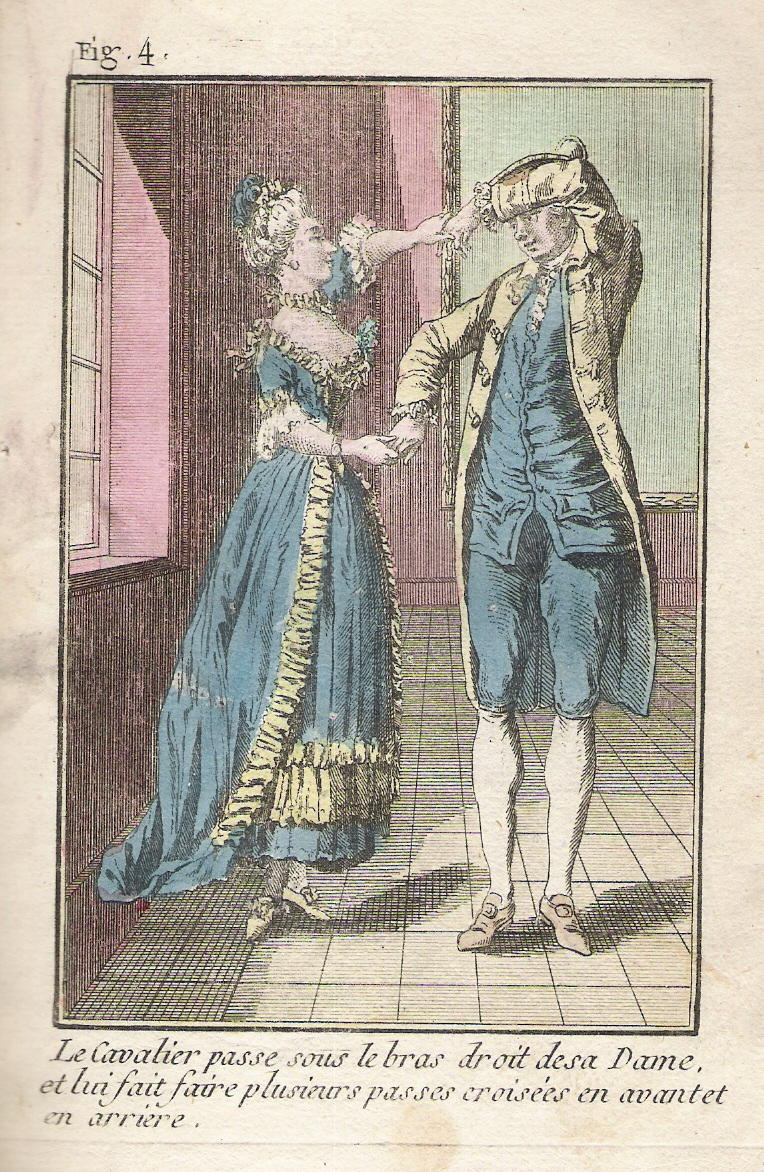
Pár tanečníků allemandy

Allemanda (také někdy psaná allemande, almain(e) nebo alman(d)) je pomalý tanec v sudém rytmu. Název pochází z francouzského slova pro Německo. Allemanda pravděpodobně vznikla v 16. století ve Francii jako dvoučtvrťový tanec odvozený z tanců, jež zřejmě tehdy byly populární v Německu. Tanečníci při tomto tanci utvořili řadu párů, postupující tanečními kroky po místnosti tam a zpět; existovala i rychlejší verze allemande courante, používající skoky.
Skladatelé v 17. století s allemandou často experimentovali, převedli ji do 4/4 taktu a vyzkoušeli širší škálu temp (Corelli například psal allemandy v tempech sahajících od larga po presto). Formu allemandy (vedle pavany) francouzští skladatelé využívali i při kompozici tombeaux, skladeb na památku zesnulých. Allemanda se také stala obvyklou první větou barokní suity.
Koncem 18. století se jako allemanda začal označovat nový druh tance ve 3/4 tempu; Weberovy tance Douze allemandes op. 4 z roku 1801 předjímají valčík. Některé obraty původní allemandy byly naopak převzaty do novějších tanců square dance a contra dance.